# مدار ۶۶ درجه شمالی
مدار ۶۶ درجه شمالی، دایره‌ای از عرض جغرافیایی است که در ۶۶ درجهٔ شمالی خط استوا  قرار دارد.

## گذر از مناطق
از نصف‌النهار مبدأ شروع می‌شود و به سمت مشرق ۶۶ درجه شمالی از موارد زیر گذر می‌کند:
| مختصات‌ها                                             | کشور، قلمرو یا دریا | توضیحات |
| ---------------------------------------------------- | ------------------- | --- |
| ۶۶°۰′ شمالی ۰°۰′ شرقی / ۶۶٫۰۰۰°شمالی ۰٫۰۰۰°شرقی      | اقیانوس اطلس        | دریای نروژ |
| ۶۶°۰′ شمالی ۱۲°۱۳′ شرقی / ۶۶٫۰۰۰°شمالی ۱۲٫۲۱۷°شرقی   | نروژ                | جزیرهٔ Nord-Herøy و Alsten, and the mainland (نوردلند) |
| ۶۶°۰′ شمالی ۱۴°۳۳′ شرقی / ۶۶٫۰۰۰°شمالی ۱۴٫۵۵۰°شرقی   | سوئد                | |
| ۶۶°۰′ شمالی ۲۴°۲′ شرقی / ۶۶٫۰۰۰°شمالی ۲۴٫۰۳۳°شرقی    | فنلاند              | |
| ۶۶°۰′ شمالی ۳۰°۰′ شرقی / ۶۶٫۰۰۰°شمالی ۳۰٫۰۰۰°شرقی    | روسیه               | |
| ۶۶°۰′ شمالی ۳۴°۳۷′ شرقی / ۶۶٫۰۰۰°شمالی ۳۴٫۶۱۷°شرقی   | دریای سفید          | |
| ۶۶°۰′ شمالی ۴۰°۵۴′ شرقی / ۶۶٫۰۰۰°شمالی ۴۰٫۹۰۰°شرقی   | روسیه               | |
| ۶۶°۰′ شمالی ۱۷۹°۴۵′ غربی / ۶۶٫۰۰۰°شمالی ۱۷۹٫۷۵۰°غربی | دریای برینگ         | Gulf of Anadyr |
| ۶۶°۰′ شمالی ۱۷۸°۵۲′ غربی / ۶۶٫۰۰۰°شمالی ۱۷۸٫۸۶۷°غربی | روسیه               | شبه‌جزیره چوکچی |
| ۶۶°۰′ شمالی ۱۷۰°۱۱′ غربی / ۶۶٫۰۰۰°شمالی ۱۷۰٫۱۸۳°غربی | تنگه برینگ          | |
| ۶۶°۰′ شمالی ۱۶۶°۵۸′ غربی / ۶۶٫۰۰۰°شمالی ۱۶۶٫۹۶۷°غربی | ایالات متحده آمریکا | آلاسکا |
| ۶۶°۰′ شمالی ۱۴۱°۰′ غربی / ۶۶٫۰۰۰°شمالی ۱۴۱٫۰۰۰°غربی  | کانادا              | یوکان نورت‌وست تریتوریز - حدود 16km یوکان - حدود 16km نورت‌وست تریتوریز - حدود 9km یوکان - حدود 8km نورت‌وست تریتوریز - passing through دریاچه گریت بر نوناووت |
| ۶۶°۰′ شمالی ۸۶°۴′ غربی / ۶۶٫۰۰۰°شمالی ۸۶٫۰۶۷°غربی    | Roes Welcome Sound  | |
| ۶۶°۰′ شمالی ۸۵°۹′ غربی / ۶۶٫۰۰۰°شمالی ۸۵٫۱۵۰°غربی    | کانادا              | نوناووت - White Island |
| ۶۶°۰′ شمالی ۸۴°۵۳′ غربی / ۶۶٫۰۰۰°شمالی ۸۴٫۸۸۳°غربی   | Frozen Strait       | |
| ۶۶°۰′ شمالی ۸۴°۲۲′ غربی / ۶۶٫۰۰۰°شمالی ۸۴٫۳۶۷°غربی   | کانادا              | نوناووت - Vansittart Island |
| ۶۶°۰′ شمالی ۸۳°۵۲′ غربی / ۶۶٫۰۰۰°شمالی ۸۳٫۸۶۷°غربی   | Foxe Basin          | |
| ۶۶°۰′ شمالی ۸۳°۳۳′ غربی / ۶۶٫۰۰۰°شمالی ۸۳٫۵۵۰°غربی   | کانادا              | نوناووت - Nunaariatjuaq Island |
| ۶۶°۰′ شمالی ۸۳°۳۰′ غربی / ۶۶٫۰۰۰°شمالی ۸۳٫۵۰۰°غربی   | Foxe Basin          | |
| ۶۶°۰′ شمالی ۷۴°۱۷′ غربی / ۶۶٫۰۰۰°شمالی ۷۴٫۲۸۳°غربی   | کانادا              | نوناووت - جزیره بافین |
| ۶۶°۰′ شمالی ۶۷°۰′ غربی / ۶۶٫۰۰۰°شمالی ۶۷٫۰۰۰°غربی    | Cumberland Sound    | |
| ۶۶°۰′ شمالی ۶۵°۵۷′ غربی / ۶۶٫۰۰۰°شمالی ۶۵٫۹۵۰°غربی   | کانادا              | نوناووت - جزیره بافین |
| ۶۶°۰′ شمالی ۶۱°۵۹′ غربی / ۶۶٫۰۰۰°شمالی ۶۱٫۹۸۳°غربی   | تنگه دیویس          | |
| ۶۶°۰′ شمالی ۵۳°۳۰′ غربی / ۶۶٫۰۰۰°شمالی ۵۳٫۵۰۰°غربی   | گرینلند             | |
| ۶۶°۰′ شمالی ۳۵°۴۴′ غربی / ۶۶٫۰۰۰°شمالی ۳۵٫۷۳۳°غربی   | اقیانوس اطلس        | تنگه دانمارک |
| ۶۶°۰′ شمالی ۲۳°۴۸′ غربی / ۶۶٫۰۰۰°شمالی ۲۳٫۸۰۰°غربی   | ایسلند              | وستفیوردز peninsula |
| ۶۶°۰′ شمالی ۲۱°۱۹′ غربی / ۶۶٫۰۰۰°شمالی ۲۱٫۳۱۷°غربی   | اقیانوس اطلس        | Húnaflói |
| ۶۶°۰′ شمالی ۲۰°۲۵′ غربی / ۶۶٫۰۰۰°شمالی ۲۰٫۴۱۷°غربی   | ایسلند              | |
| ۶۶°۰′ شمالی ۱۴°۳۸′ غربی / ۶۶٫۰۰۰°شمالی ۱۴٫۶۳۳°غربی   | اقیانوس اطلس        | دریای گرینلند دریای نروژ |